# Ермолаев, Павел Александрович
Павел Александрович Ермолаев (1891—1974) — советский военачальник, генерал-майор  инженерных войск.

## Биография
В чине поручика участвовал в Первой мировой войне и в одном из боев получил контузию. Активный участник установления советской власти в Петрограде и Гражданской войны.
22 февраля 1938 года начальнику инженеров 10-го стрелкового корпуса Ермолаеву присвоено звание комбриг. 4 июля 1940 года присвоено звание генерал-майора инженерных войск. До марта 1941 года занимал должность начальника Инженерного управления Прибалтийского особого военного округа. 
В должности начальника командно-инженерного факультета Военно-инженерной академии имени В. В. Куйбышева организовал в первые месяцы после начала войны ускоренный выпуск слушателей старших курсов академии и отправку их на фронт. В целях оказания помощи в возведении Днепровского рубежа был направлен в составе группы генералов и офицеров Военно-инженерной академии на Западный фронт. 15 декабря 1941 года назначен начальником Московского Высшего военно-инженерного училища. За время войны училище под командованием генерал-майора Ермолаева выпустило более семи тысяч офицеров инженерных войск. За «отличную подготовку офицерских кадров и частей» награжден орденами Красной Звезды и Отечественной войны I степени. Командовал парадным расчетом училища во время парада Победы. 
В апреле 1946 года, после объединения училища с Высшем военным инженерно-строительным училищем, перешёл на командную работу, в 1949 году командовал 5-й гвардейской инженерно-сапёрной бригадой, с 1949 по 1953 годы, помощник Командующего войсками Московского военного округа по строительству и расквартированию войск, с 1953 — в отставке. Умер 16 января 1974 года, в Москве.